# Wilhelm Walther (Architekt)
Julius Wilhelm Walther (geboren am 25. März 1857 in Köln; gestorben am 6. Februar 1917 in Grunewald) war ein deutscher Architekt. Er gilt als ein Hauptvertreter des Eklektizismus.:107

## Leben
Walther wurde als Sohn der aus Prüm gebürtigen Eheleute, des Zivil-Ingenieurs und späteren Fabrikdirektors Wilhelm Heinrich Walther und der Augusta Alwina te Kloot in Köln geboren. Wilhelm Heinrich Walther begründete 1872 gemeinsam mit dem Kaufmann Bernhard Harperath, einem Sohn des ehemaligen Kölner Stadtbaumeisters Wilhelm Harperath, die Dampfkesselfabrik Walther & Cie. in Kalk, später Köln-Dellbrück.
Nach dem Besuch des Städtischen Gymnasiums und Realgymnasiums in der Kreuzgasse, das Walther zu Ostern 1876 mit Ablegung der Reifeprüfung verließ, absolvierte er sein Bau-Elevenjahr vermutlich bei dem Kollegen und Nachfolger von Wilhelm Harperath als Kölner Stadtbaumeister, Julius Carl Raschdorff. Im Anschluss wechselt er an die Technische Hochschule in Berlin-Charlottenburg, an der ab 1878 auch Raschdorff lehrte und dessen Student Walther wurde. 1879 unternahm er eine Studienreise nach Italien, während der er auch Rom besuchte. In Berlin legte er auch im Dezember 1880 die Bauführer-Prüfung für das Hochbaufach ab, zu der er einen Entwurf zu einem Jagdschloss ausarbeitete. Das zweite Staatsexamen legte Walther im November 1885 mit anschließender Ernennung zum Königlichen Regierungsbaumeister ab. Seiner Militärpflicht nachkommend, bekleidete Walther zuletzt den Rang eines Majors.
Wilhelm Walther zählte zu den vielbeschäftigten Berliner Architekten der Wilhelminischen Zeit. Neben seinen Entwürfen zu Berliner Versicherungspalästen, Industriebauten und Mietvillen, trat er auch im Grunewalder Baugeschäft hervor.:107 Kurz vor dem Ersten Weltkrieg begann er mit der Errichtung seiner „gigantomanen“:107 Privatvilla an der Koenigsallee in Grunewald, einem „Lehrstück seiner Architekturauffassung“.:107

### Familie
Am 23. Oktober 1886 heiratete Julius Wilhelm Walther in Charlottenburg Elisabeth Wilhelmine Oppermann (geboren am 28. Juli 1862 in Charlottenburg; gestorben am 27. August 1938 in Berlin-Wilmersdorf), eine Tochter des Ingenieurs Wilhelm Carl Eduard Oppermann und dessen Ehefrau Auguste Wilhelmine geborene Löschenkohl. Aus der Ehe gingen mehrere Kinder hervor. So fiel sein Sohn Reinhard Wilhelm Walther (geboren am 10. April 1897 in Grunewald, Wissmannstr. 13) während des Ersten Weltkriegs als Unterleutnant der 1. Reserve der Pionier Kompagnie des Garde Korps am 12. Februar 1916 an der Aisne (Pasly) in Frankreich, er wohnte zuletzt in Berlin, Köpenickerstr. 12–14.
Walther starb am 6. Februar 1917 um 23 Uhr in seinem Haus in Grunewald, Wissmannstr. 22.

## Auszeichnungen
- 1908 Rote-Kreuz-Medaille III. Klasse[15]
- 1909 Verleihung des Charakters als Königlicher Baurat
- 1910 Königliche Krone zum Roten Adler-Orden IV. Klasse[16]
- 1915 Eisernes Kreuz II. Klasse[17]

## Bauten und Entwürfe
| Baujahr    | Ort                   | Adresse                                                         | Bild           | Objekt                                                                           | Maßnahme | Anmerkungen |
| ---------- | --------------------- | --------------------------------------------------------------- | -------------- | -------------------------------------------------------------------------------- | -------- | --- |
| 1889–1890  | Berlin-Mitte          | Unter den Linden 69                                             |                | Wohn- und Geschäftshaus Dr. phil. G. A. Freund:III. 126                          | Neubau   | italienische Frührenaissance |
| 1890       | Berlin-Neukölln       | Hasenheide 22–31                                                |                | Saalbau der Berliner Union Brauerei:II. 528                                      | Neubau   | |
| 1891–1892  | Berlin-Grunewald      | Wissmannstraße 11 a                                             |                | Villa Wilhelm Walther:154                                                        | Neubau   | Denkmalschutz |
| 1892–1896  | Berlin-Grunewald      | Georg-Wilhelm-Straße 7–11                                       |                | Landhaus Dr. G. A. Freund:III. 154–156                                           | Neubau   | schlossartige Anlage Großen Maßstabs:III. 154–156 |
| 1893–1894  | Berlin-Tiergarten     | Rauchstraße 22                                                  |                | Wohnhaus Bankier Koppel:III. 144 f                                               | Neubau   | |
| 1893–1894  | Berlin-Wilmersdorf    | Durlacher Straße 14                                             |                | Altelierhaus Bieber:III. 262–264                                                 | Neubau   | |
| 1893–1913  | Berlin-Kreuzberg      | Lindenstraße 20–25                                              |                | Verwaltungsgebäude der Victoria-Versicherung:III. 89, 91–92                      | Neubau   | 1987 u. a. Senator für Stadtentwicklung und Umweltschutz |
| 1894       | Berlin-Grunewald      | Hubertusallee 13–15                                             |                | Villa Holmgren                                                                   | Neubau   | |
| 1895       | Berlin-Grunewald      | Wernerstraße 10/12                                              |                | Villa Kemmann:120                                                                | Neubau   | Denkmalschutz; französische Landhausarchitektur (Neobarock) |
| 1895–1896  | Berlin-Mitte          | Friedrichstraße 143–149                                         |                | Restaurant „Zum Heidelberger“ im Central-Hôtel am Bahnhof Friedrichstraße:II. 12 | Ausbau   | |
| 1895–1896  | Berlin-Westend        | Lindenallee 16                                                  |                | Landhaus                                                                         | Neubau   | Denkmalschutz |
| 1896 (vor) | Berlin-Grunewald      | Kunz-Buntschuh-Straße 6                                         |                | Landhaus:III. 160                                                                | Neubau   | |
| 1896 (vor) | Berlin-Hansaviertel   | Holsteiner Ufer 27/28                                           |                | Café Gärtner:III. 13                                                             | Neubau   | Halle |
| 1896–1897  | Berlin-Grunewald      | Baraschstraße, ehemals Wissmannstraße 21, 22 / Winkler Straße 1 |                | Mietvillen:153                                                                   | Neubau   | Denkmalschutz |
| 1898       | Berlin-Lichtenrade    | Steinstraße 37–41                                               |                | Mälzereigebäude                                                                  | Neubau   | Denkmalschutz |
| 1900–1901  | Berlin-Wilmersdorf    | Bundesallee / Prinzregenstraße 15–17                            |                | Villa Tietz                                                                      | Neubau   | abgerissen |
| 1902–1903  | Berlin-Grunewald      | Trabener Straße 21/23 und 25                                    |                | Mietvillenensemble:140                                                           | Neubau   | Denkmalschutz |
| 1903–1904  | Berlin-Tiergarten     | Potsdamer Straße 10–11                                          |                | Haus Alt-Bayern                                                                  | Neubau   | später Kaufhaus W. Wertheim; 1926 wiedereröffnet als Bayernhof; teilzerstört im Zweiten Weltkrieg, 1973 gesprengt |
| 1903–1904  | Berlin-Tiergarten     | ursprünglich: Potsdamer Straße 10–11                            | weitere Bilder | St.-Georg-Brunnen                                                                | Neubau   | ursprünglich im Löwenhof von „Alt-Bayern“ / „Bayernhof“; 1973 zerlegt und eingelagert, 1980 zum Hindemithplatz an der Wilmersdorfer Straße in Berlin-Charlottenburg transloziert; die zentrale Statue des heiligen Georg ist seit 1945 verschollen |
| 1906       | Berlin-Friedrichshain | Ehrenbergstraße 19–23 / Naglerstraße 48 / Rotherstraße 20–23    |                | Fabrikgebäude                                                                    | Neubau   | |
| 1912 ff.   | Berlin-Grunewald      | Koenigsallee 20/20a / Delbrückstraße 2                          | weitere Bilder | Villa Wilhelm Walther:107 ff.                                                    | Neubau   | Denkmalschutz; Rumänisches Kulturinstitut Titu Maiorescu |
| 1917 (vor) | Berlin-Tiergarten     | Am Karlsbad 23 / Schöneberger Ufer 13                           |                | Bürogebäude der Wohlfahrt GmbH                                                   | Neubau   | Das Gebäude wurde zur Nutzung durch das Zentralkomitee des Roten Kreuzes errichtet. |